# Poker Masters Online PLO Series

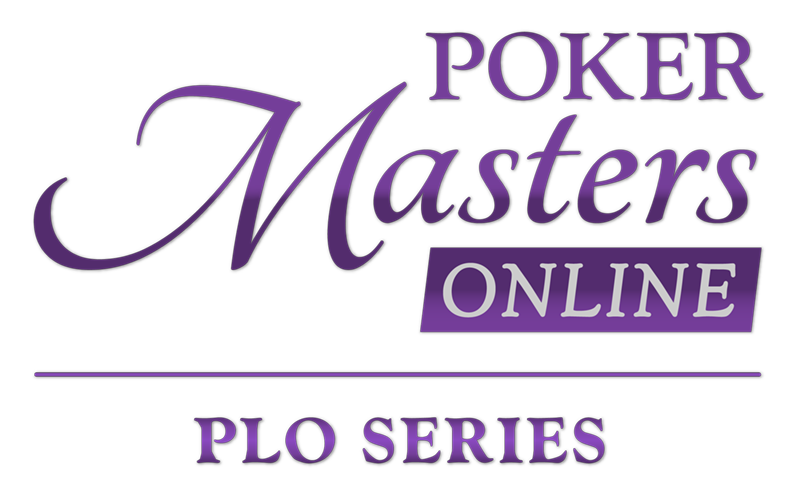
Logo der Poker Masters Online PLO Series

Die Poker Masters Online PLO Series war die fünfte Austragung dieser Pokerturnierserie und die erste, bei der ausschließlich die Variante Pot Limit Omaha gespielt wurde. Die 16 High-Roller-Turniere mit Buy-ins von mindestens 5200 US-Dollar wurden vom 21. bis 29. Juni 2020 online auf der Plattform partypoker ausgespielt.

## Struktur

Logo von partypoker

Aufgrund der COVID-19-Pandemie wurde die Turnierserie nicht wie gewohnt im Aria Resort & Casino am Las Vegas Strip, sondern auf dem Onlinepokerraum partypoker veranstaltet. Dort fand im April desselben Jahres mit den Poker Masters Online bereits die erstmalige Online-Austragung der Turnierserie statt. Eelis Pärssinen sammelte über alle Turniere hinweg die meisten Punkte und erhielt daher ein violettes Sakko, das sogenannte Poker Masters Purple Jacket™, sowie 50.000 US-Dollar. Der Finaltisch des jeweils teureren Events wurde täglich live von der kostenpflichtigen Onlineplattform PokerGO übertragen.

## Turniere
| #  | Turnierbeginn | Buy-in (in $) | Teilnehmer | Sieger              | Herkunft           | Preisgeld (in $) |
| -- | ------------- | ------------- | ---------- | ------------------- | ------------------ | ---------------- |
| 1  | 21. Juni 2020 | 10.300        | 072        | Marcello Marigliano | Italien            | 249.053          |
| 2  | 21. Juni 2020 | 0.5200        | 081        | András Németh       | Ungarn             | 126.686          |
| 3  | 22. Juni 2020 | 10.300        | 053        | Jens Kyllönen       | Finnland           | 212.000          |
| 4  | 22. Juni 2020 | 0.5200        | 063        | Bengt Sonnert       | Schweden           | 108.961          |
| 5  | 23. Juni 2020 | 25.500        | 044        | Eelis Pärssinen     | Finnland           | 440.000          |
| 6  | 23. Juni 2020 | 10.300        | 049        | Jesper Hougaard     | Danemark           | 183.620          |
| 7  | 24. Juni 2020 | 10.300        | 050        | Jens Kyllönen       | Finnland           | 200.000          |
| 8  | 24. Juni 2020 | 0.5200        | 052        | Bengt Sonnert       | Schweden           | 104.000          |
| 9  | 25. Juni 2020 | 25.500        | 043        | András Németh       | Ungarn             | 430.000          |
| 10 | 25. Juni 2020 | 10.300        | 052        | Sami Kelopuro       | Finnland           | 208.000          |
| 11 | 26. Juni 2020 | 10.300        | 049        | Aku Joentausta      | Finnland           | 200.000          |
| 12 | 26. Juni 2020 | 0.5200        | 046        | András Németh       | Ungarn             | 100.000          |
| 13 | 27. Juni 2020 | 10.300        | 047        | Jens Kyllönen       | Finnland           | 200.000          |
| 14 | 27. Juni 2020 | 0.5200        | 048        | Chance Kornuth      | Vereinigte Staaten | 100.000          |
| 15 | 28. Juni 2020 | 51.000        | 029        | Isaac Haxton        | Vereinigte Staaten | 675.000          |
| 16 | 28. Juni 2020 | 0.5200        | 118        | Alexander Petersen  | Danemark           | 148.624          |

## Purple Jacket
Der erfolgreichste Spieler der Turnierserie wurde durch ein Punktesystem ermittelt. Jeder Spieler, der bei einem der 16 Turniere in den Preisrängen landete, sammelte zusätzlich zum Preisgeld Punkte. Eelis Pärssinen platzierte sich sechsmal in den Geldrängen und gewann das fünfte Turnier, was ihm Preisgelder von insgesamt rund 735.000 US-Dollar einbrachte.
| Platz | Herkunft               | Spieler             | Punkte | Preisgeld (in $) | Cashes | Siege |
| ----- | ---------------------- | ------------------- | ------ | ---------------- | ------ | ----- |
| 1     | Finnland               | Eelis Pärssinen     | 625    | 735.359          | 6      | 1     |
| 2     | Ungarn                 | András Németh       | 624    | 674.186          | 4      | 3     |
| 3     | Finnland               | Jens Kyllönen       | 612    | 612.000          | 3      | 3     |
| 4     | Vereinigtes Konigreich | Gavin Cochrane      | 549    | 754.094          | 5      | 0     |
| 5     | Finnland               | Aku Joentausta      | 452    | 507.643          | 6      | 1     |
| 6     | Schweden               | Bengt Sonnert       | 366    | 259.761          | 3      | 2     |
| 7     | Finnland               | Sami Kelopuro       | 321    | 320.700          | 3      | 1     |
| 8     | Kanada                 | Andrew Pantling     | 288    | 277.861          | 4      | 0     |
| 9     | Italien                | Marcello Marigliano | 280    | 269.529          | 2      | 1     |
| 10    | Schweden               | Viktor Blom         | 273    | 281.225          | 4      | 0     |